# 范贊時
范贊時（？—？），蘇州吳縣（今江蘇省蘇州市）人，吳越秘書監，後被北宋追封為唐國公。
范贊時九歲中神童科舉。祖先原為邠州（今陝西省彬州市）人，唐朝宰相范履冰為其先祖，但因戰亂不能回鄉，他的父親吳越節度判官范夢齡後跟隨祖父唐朝咸通其間任處州麗水縣丞的范隋移居蘇州吳縣。其子范墉後跟隨吳越忠懿王錢俶歸入北宋，官至武寧軍節度使。其孫為范仲溫、范仲鎡及范仲淹。
現在蘇州天平山上有一「三太師祠」，為范仲淹祖先的歸葬之地，並豎立有范夢齡、范贊時及范墉的雕像。